# Das Boot
Das Boot (en alemán: El barco; conocida como El barco en Latinoamérica y El submarino en España) es un largometraje alemán de cine bélico y dramático de 1981, dirigido por Wolfgang Petersen y basado en la novela homónima de Lothar-Günther Buchheim. La película fue protagonizada por Jürgen Prochnow, Herbert Grönemeyer y Klaus Wennemann en los papeles principales encabezando un largo reparto. El largometraje entrega un mensaje antibelicista. 
Existen tres versiones de la película: la estrenada en los cines, con una duración de 150 minutos; la versión del director que salió al mercado en formato DVD en 1997, con una duración de 209 minutos; y la versión "sin cortes" que salió a la venta en 2004 en un formato de 2 DVD y con una duración de 282 minutos. Esta última versión adapta y une los seis capítulos (de aproximadamente 50 minutos de duración cada uno) que se estrenaron para la televisión de Alemania poco después de su estreno en Hollywood como si de una película se tratara, eliminando así los créditos iniciales y finales y los recordatorios de cada capítulo. Es el top 29 de las 100 mejores películas de acción de todos los tiempos por GQ.

## Argumento
La Rochelle (Francia), octubre de 1941. Un submarino alemán tipo VII C, el U 96, sale desde esa importante base de submarinos, en una misión de patrulla durante la Segunda Guerra Mundial.
Junto a su tripulación va un periodista, corresponsal del Ministerio de Propaganda, joven y novato, el teniente Werner (Herbert Grönemeyer), narrador en tercera persona de la trama. La tripulación está compuesta por un grupo de jóvenes marinos que viven días de angustia durante estas patrullas y que, cuando están fuera de servicio, se extralimitan y se desenfrenan, sabiendo que es posible que no regresen de la próxima misión. Entre ellos están el jefe de máquinas Friedrich Grade (Klaus Wennemann), el primer teniente (Hubertus Bengsch), un nazi fanático ferviente de las reglas, y el maquinista Johann (Erwin Leder), amante de los artefactos mecánicos.
El capitán Henrich Lehmann-Willenbrock (Jürgen Prochnow) es un líder nato, dotado con una excepcional fortaleza y control emocional, sumado a ser un marino experimentado, comprensivo, con mucho criterio y tino, lo hace muy respetado por su tripulación. Su meta es cumplir con su deber lo mejor posible y volver con vida junto a sus hombres; de su criterio e iniciativas dependen la vida propia y la de su tripulación. El maquinista Johann, hombre vital en el funcionamiento del submarino, cuida los motores con paternalismo profesional, pero oculta que su mayor debilidad son los ataques con bombas de profundidad, los cuales le causan crisis de pánico.
Las condiciones de vida a bordo son en extremo agobiantes por el hacinamiento y la falta de espacio. Tras torpedear con éxito unos barcos de un convoy, emergen para comprobar con horror cómo los marinos británicos, aún a flote, arden vivos. También se ven obligados a abandonar a los supervivientes siguiendo órdenes anteriores, tampoco son rescatados por el convoy por temor a nuevos torpedeos, y son dejados a su suerte por el submarino por la imposibilidad de transportarlos. La vida sigue a bordo del U 96, donde deben aguantar el tedio, las tormentas, ocasionales encuentros con U-boot amigos o aburridos días sin salir a superficie.
Nuevas órdenes los hacen dirigirse al puerto de Vigo, en España. Allí son recibidos por la oficialidad de un buque alemán internado, que en realidad es un buque de abastecimiento, siendo los oficiales del submarino respetados y agasajados con un banquete. Allí reciben nuevas órdenes, dirigirse al puerto de La Spezia, en Italia, para lo cual deberán cruzar el peligroso estrecho de Gibraltar. Werner y el capitán Lehmann se enteran además de que sus solicitudes de volver a Alemania han sido denegadas.
Con el submarino repleto de alimentos frescos y torpedos, los marinos del U 96 inician la travesía. Al llegar a las cercanías del estrecho, el capitán decide cruzar durante la noche neblinosa la barrera de navíos británicos en patrulla, dejándose llevar por la corriente, pero son descubiertos y atacados de improviso por un avión. Con los motores a máxima velocidad, el submarino se sumerge para evitar ser destruido, pero un fallo en los alerones de proa no permiten estabilizar la nave, que se hunde cada vez más hasta tocar fondo a 280 metros de profundidad. El aplastamiento del casco de fuerza provoca filtraciones y roturas en los conductos que inundan el interior del buque y el gas cloro de las baterías aplastadas en el hundimiento inunda el compartimento de máquinas, aparece el fantasma de la muerte por asfixia. Todo parece estar perdido, pero el liderazgo de su capitán crea el espíritu de lucha por sobrevivir actuando en equipo. La tarea es ardua y extenuante, casi ahogándose mientras luchan contra las filtraciones. Cada uno a su modo, se convierte en héroe al lograr sus objetivos en sus respectivas áreas.
Gracias al dificultoso pero mancomunado trabajo, tras 16 horas de reparaciones, salen del fondo del mar y ya en la superficie por fin toman rumbo a La Rochelle, su punto de partida, donde después de cantar alegres himnos y gozar de ser sobrevivientes son recibidos como héroes en el muelle nada menos que por Karl Doenitz.
Sin embargo, un ataque sorpresa de aviones británicos De Havilland Mosquito rompe el solemne momento, y todos corren por la dársena para salvar sus vidas en medio de una lluvia de bombas perforantes. El submarino intenta refugiarse en un muelle antiaéreo, pero es alcanzado por las bombas. El teniente Werner busca desesperado al capitán Lehmann en medio del bombardeo, sospechando que este ha decidido quedarse en el U 96; Werner halla a su capitán, malherido por las esquirlas, tendido junto al muelle. Allí Werner y Lehmann observan al U 96, tocado por las bombas, que empieza a hundirse mientras Lehmann lo observa herido en tierra. Al mismo tiempo que el U-96 desaparece, el capitán fallece.

## Reparto
- Jürgen Prochnow como el capitán Henrich Lehmann-Willenbrock.
- Herbert Grönemeyer como el teniente Werner, corresponsal de guerra.
- Klaus Wennemann como el ingeniero jefe Fritz Grade.
- Hubertus Bengsch como el primer oficial.
- Martin Semmelrogge como el segundo teniente.
- Bernd Tauber como el jefe de navegación Kriechbaum.
- Erwin Leder como el maquinista Johann.
- Martin May como Ullmann.
- Heinz Hoenig como Hinrich.
- Uwe Ochsenknecht como el Jefe Bosun.

## Producción
La película El submarino, una adaptación de la exitosa novela del mismo nombre de Lothar-Günther Buchheim, costó 32 millones de marcos y el rodaje duró casi un año a causa de muchos problemas técnicos que había que superar para rodarlo. Se rodó la película en los propios estudios muniqueses de la Bavaria, en el puerto francés de La Rochelle (que había sido una importante base de submarinos durante la Segunda Guerra Mundial) y en las costas alemanas del Mar del Norte.
Hans-Joachim Krug, ex primer oficial del U 219, fue consultor de la película. También colaboró como consultor Heinrich Lehmann-Willenbrock, uno de los capitanes del verdadero U 96. Uno de los objetivos establecidos por Petersen era guiar a los espectadores a través de un «viaje a la locura», mostrándoles «en qué consiste la guerra». Petersen aumentó el suspense al mostrar en contadas ocasiones tomas externas del submarino, excepto cuando estaba en la superficie, y se valió de sonidos para indicar el desarrollo de eventos en el exterior de la nave, mostrando así al público solo lo que la tripulación podía ver. Fue el largometraje más caro en la historia del cine alemán. La meticulosa atención que prestó el director a los detalles permitió que lograra el largometraje de submarinos más realista —y una de las películas de guerra más exactas en el relato histórico— vistos hasta ahora.

## Recepción
La producción cinematográfica consiguió un éxito sin precedentes en su país de origen y fue muy bien recibida por la crítica y el público de todo el mundo. Fue nominada a seis Óscar, un Globo de Oro y un premio BAFTA. Abrió el camino a Hollywood al director, e impulsó la carrera de algunos de los actores como Jürgen Prochnow. También fue galardonada con el premio Bayerischer Filmpreis de 1981, el premio Deutscher Schallplattenpreis de 1982, el premio Goldene Leinwand de 1982, el premio Deutscher Filmpreis de 1982, el premio Goldene Kamera de 1985, el premio Goldene Kamera de 2007 y el premio Motion Picture Sound Editors (Estados Unidos) de 1983.
El gran éxito internacional de la película abrió a Wolfgang Petersen las puertas de producciones mucho más ambiciosas, como La historia interminable (1984), adaptación cinematográfica de la famosa novela homónima de Michael Ende y con el tiempo daría así también el salto a Hollywood, donde se convertiría en director de películas conocidas como Estallido (1995). También el actor Jürgen Prochnow consiguió así el salto a Hollywood.